# 합성곱

합성곱, 상호상관, 자기상관의 비교.

합성곱(合成-), 또는 콘벌루션(convolution)은 하나의 함수와 또 다른 함수를 반전 이동한 값을 곱한 다음, 구간에 대해 적분하여 새로운 함수를 구하는 수학 연산자이다.

## 정의

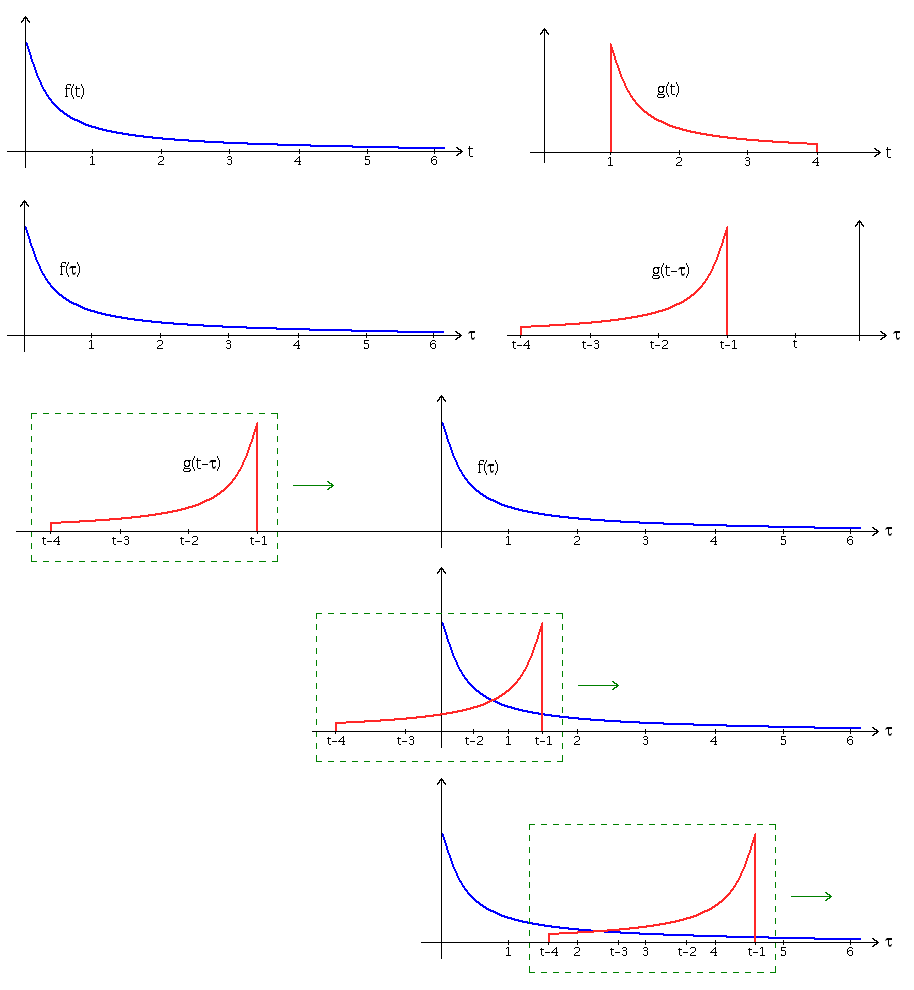
합성곱 연산을 설명하는 그래프 먼저 임의의 변수(dummy variable)를 정의한다. (이 경우에는 를 정의함) 이제 정의한 변수를 축으로 두 함수의 파형을 그린다. 그 다음으로 두 함수 중 하나를 선택해 축에 대해 반전(time-invert)하고 t를 더한다. (어떤 함수를 선택하든지 관계 없다.) 방금 선택한 함수는 -축에 대해 앞뒤로 움직일 수 있다. 이때 t 변수의 값이 변화하지만 위 그림에서 파형의 뾰족한 부분은 항상 t-1에 위치해 있다. 이제는 음의 무한대에서부터 양의 무한대까지 선택한 함수를 이동시키면서 두 함수의 곱의 적분 값을 찾는다. 이 결과를 파형으로 표시한 것이 바로 두 함수의 합성곱이다. (위 그림에는 표시하지 않았다.)

두 개의 함수 {\displaystyle f\,}와 {\displaystyle g\,}가 있을 때, 두 함수의 합성곱을 수학 기호로는 {\displaystyle f*g\,}와 같이 표시한다.
합성곱 연산은 두 함수 f, g 가운데 하나의 함수를 반전(reverse), 전이(shift)시킨 다음,
다른 하나의 함수와 곱한 결과를 적분하는 것을 의미한다.
이를 수학 기호로 표시하면 다음과 같다.
{\displaystyle (f*g)(t)=\int _{-\infty }^{\infty }f(\tau )g(t-\tau )\,d\tau }
또한 g 함수 대신에 f 함수를 반전, 전이 시키는 경우 다음과 같이 표시할 수도 있다. 이 두 연산은 형태는 다르지만 같은 결과값을 갖는다.
{\displaystyle (f*g)(t)=\int _{-\infty }^{\infty }f(t-\tau )g(\tau )\,d\tau }
위의 적분에서 적분 구간은 함수 f와 g가 정의된 범위에 따라서 달라진다.
또한 두 확률 변수 X와 Y가 있을 때 각각의 확률 밀도 함수를 f와 g라고 하면, X와 Y가 서로 독립이라는 가정 하에, X+Y의 확률 밀도 함수는 {\displaystyle f*g\,}로 표시할 수 있다.

## 이산 합성곱
이산 함수의 경우, 합성곱을 다음과 같이 정의 한다.
{\displaystyle (f*g)(m)=\sum _{n}{f(n)g(m-n)}\,}
두개의 다항식을 곱한 결과식의 계수는 원래 다항식의 계수들의 합성곱으로 나타낼 수 있다.

## 특성
합성곱은 다음과 같은 성질들을 만족시킨다.

### 교환 법칙
{\displaystyle f*g=g*f}

### 결합 법칙
{\displaystyle f*(g*h)=(f*g)*h}

### 분배 법칙
{\displaystyle f*(g+h)=(f*g)+(f*h)}

### 스칼라 곱의 결합 법칙
실수 혹은 복소수 값 a에 대해서
{\displaystyle a(f*g)=(af)*g=f*(ag)}

### 미분 법칙
{\displaystyle {\mathcal {D}}(f*g)={\mathcal {D}}f*g=f*{\mathcal {D}}g}
{\displaystyle {\mathcal {D}}f}는 함수 f의 미분 값을 나타낸다.
또는 이산 함수에서 미분 연산자{\displaystyle {\mathcal {D}}f(n)=f(n+1)-f(n)}를 나타낸다.

## 같이 보기
- 합성곱 신경망